# Ravahere
Ravahere es un atolón sito en el archipiélago de las Tuamotu en Polinesia Francesa que constituye con Marokau, distante 2 km al norte, el subgrupo de las islas Dos Grupos. Administrativamente forma parte de la comuna de Hikueru.

## Geografía

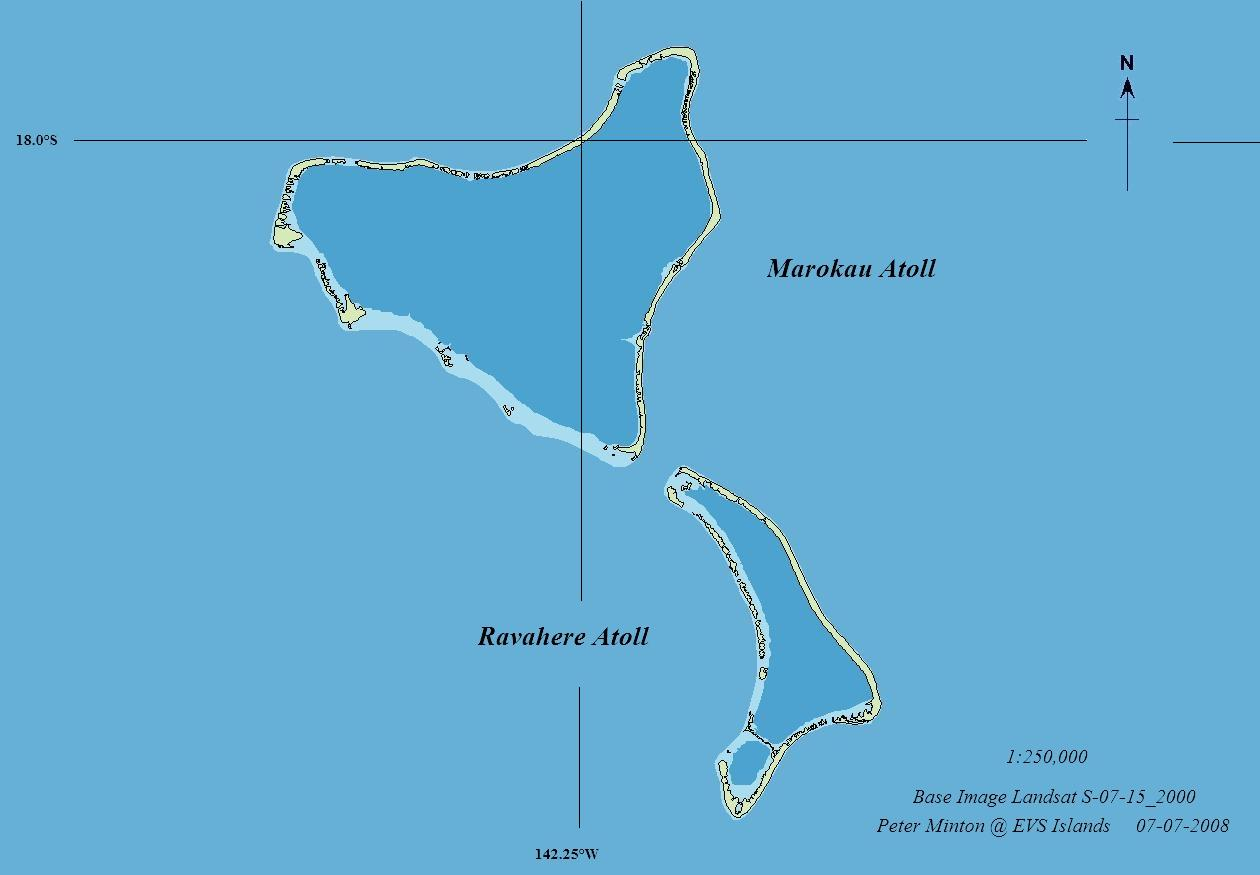
Mapa de Ravahere al sur y Marokau al norte.

Ravahere está ubicado a 123 kilómetros al este de Hao, a 64 km al noreste de Nengonengo así como a 737 km 64 km al este de Tahití. Forma con Marokau – ubicado a sólo 1,8 km y separado por el canal de Tegure – un grupo de dos islas. Es un atolón de forma alargada de 20 km de longitud y 9,5 km² de anchura máxima con una superficie de tierras emergidas de 7 km². Su laguna, desprovista de pasos, cubre una superficie de 57,5 km².
El atolón está permanentemente deshabitado.

## Historia
La primera descripción de los atolones de Marokau fue hecha por Louis Antoine de Bougainville en 1768 quien habría visitado Ravahere. El 6 de abril de 1769 James Cook desembarca en el atolón y lo asocia desde esta fecha con Marokau en el conjunto de las Islas Dos Grupos. El atolón es posteriormente visitado, el 28 de febrero de 1826, por el navegador británico Edward Belcher.
En el siglo XIX, Ravahere se convierte en territorio francés, contando con una población en torno a 30 habitantes en 1850. Estos habitantes se dedicaban principalmente al cultivo del nácar.

## Economía
Ravahere está deshabitada pero fue explotada por los habitantes de Marokau desde el siglo XIX hasta 1960 con el objeto de recolectar el nácar de las ostas  l– que en algunos años llegaba a 80 toneladas por año – así como las plantaciones de cocoteros para producir  copra. El motu Opukuru posee algunas instalaciones para dar cobijo a los Marokauenses durante sus campañas en Ravahere. 